# Saved from the Snow
Saved from the Snow è un cortometraggio muto del 1911 scritto, diretto e interpretato da Hobart Bosworth.

## Produzione
Il film fu prodotto da William Nicholas Selig per la sua compagnia, la Selig Polyscope Company. Venne girato nella Yosemite Valley, Yosemite National Park, in California .

## Distribuzione
Distribuito dalla General Film Company, il film - un cortometraggio di una bobina - uscì nelle sale cinematografiche statunitensi il 21 agosto 1911.